# Марцано ди Нола
Марца̀но ди Но̀ла (на италиански: Marzano di Nola) е село и община в Южна Италия, провинция Авелино, регион Кампания. Разположено е на 90 m надморска височина. Населението на общината е 1734 души (към 2010 г.).